# چری ران (ویرجینیای غربی)
چری ران (به انگلیسی: Cherry Run) یک منطقهٔ مسکونی در ایالات متحده آمریکا است که در شهرستان مورگان، ویرجینیای غربی واقع شده‌است.